# Портрет Алексея Семёновича Кологривова
«Портрет Алексея Семёновича Кологривова» — картина Джорджа Доу и его мастерской, из Военной галереи Зимнего дворца.
Картина представляет собой погрудный портрет генерал-майора Алексея Семёновича Кологривова из состава Военной галереи Зимнего дворца.
К началу Отечественной войны 1812 года полковник Кологривов был шефом 49-го егерского полка и участвовал во многих сражениях, включая Бородинское. Во время Заграничных походов 1813 и 1814 годов отличился в Кульмском бою и незадолго до Битвы народов под Лейпцигом был произведён в генерал-майоры; в начале 1814 года в сражении при Ла-Ротьере был тяжело ранен.
Изображён в генеральском вицмундире, введённом для пехотных генералов 7 мая 1817 года. На шее кресты орденов Св. Владимира 3-й степени и Св. Анны 2-й степени с алмазами; справа на груди серебряная медаль «В память Отечественной войны 1812 года» на Андреевской ленте. С тыльной стороны картины надпись: Kologrivoff. Подпись на раме: А. С. Кологривовъ, Генералъ Маiоръ. По неизвестной причине художник не изобразил нагрудный крест ордена Св. Георгия 4-го класса, которым Кологривов был награждён 17 августа 1813 года.
7 августа 1820 года Комитетом Главного штаба по аттестации Кологривов был включён в список «генералов, заслуживающих быть написанными в галерею» и 19 мая 1822 года император Александр I приказал написать его портрет. Поскольку Кологривов скончался ещё в 1818 году, то художник скорее всего воспользовался портретом-прототипом, доставленным от родственников Кологривова. Гонорар Доу был выплачен 16 октября 1826 года и 22 апреля 1828 года. Готовый портрет поступил в Эрмитаж 26 апреля 1828 года. Предыдущая сдача готовых портретов была 21 января 1828 года, соответственно картина датируется между этими числами. Современное местонахождение портрета-прототипа неизвестно.
Существовало авторское повторение галерейного портрета (или очень близкая копия), которое хранилось в Большом Гатчинском дворце. Его репродукция была помещена в издании великого князя Николая Михайловича «Русские портреты XVIII и XIX столетий», причём ошибочно приписана брату Алексея Семёновича Андрею Семёновичу Кологривову, чей портрет на самом деле вообще отсутствует в Военной галерее. Современное местонахождение этого варианта портрета неизвестно. В книге А. А. Голомбиевского о Военной галерее эта ошибка была повторена.

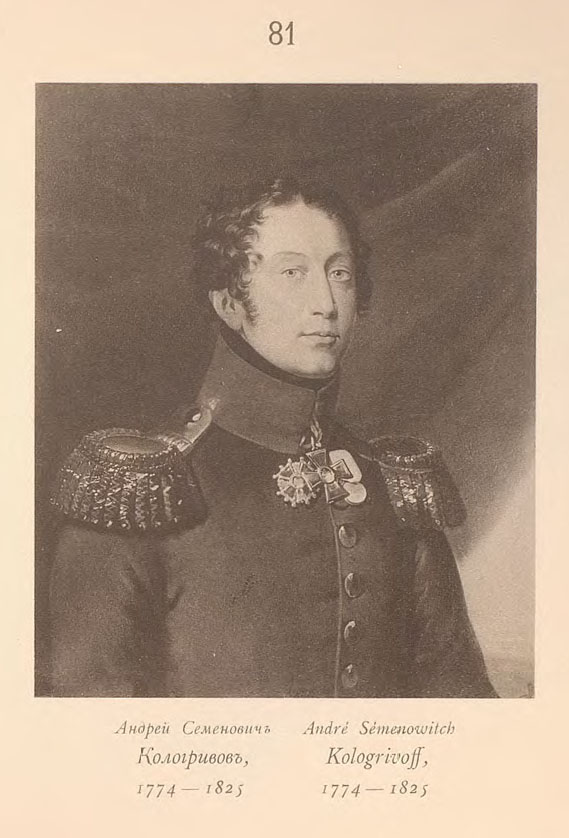
Репродукция портрета из Гатчинского дворца с ошибочной атрибуцией
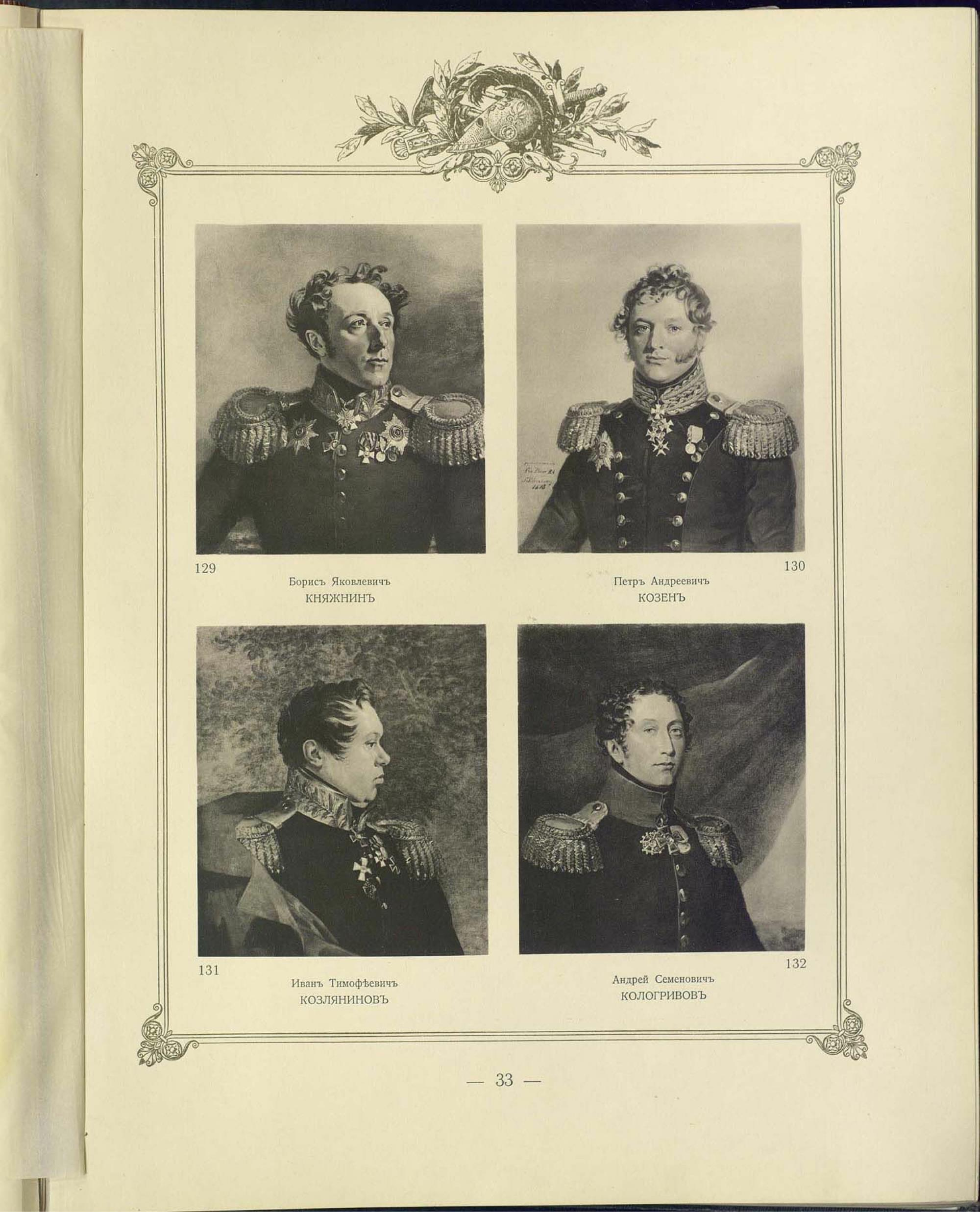
Лист из книги А. А. Голомбиевского с ошибочной атрибуцией